# Толстая, Наталия Никитична
Ната́лия Ники́тична Толста́я (2 мая 1943 года, Елабуга — 15 июня 2010 года, Санкт-Петербург) — русская писательница, преподаватель шведского языка на кафедре скандинавской филологии СПбГУ.

## Биография
Внучка Алексея Николаевича Толстого, Михаила Лозинского и Наталии Крандиевской, дочь Н. А. Толстого и Н. М. Лозинской, Наталия Толстая родилась в Елабуге в семье с богатыми литературными традициями.
Окончила филологический факультет Ленинградский университет и до конца жизни преподавала на кафедре скандинавской филологии alma mater, была доцентом и автором учебника шведского языка. Ученица М. И. Стеблина-Каменского. В 1974 году защитила кандидатскую диссертацию «Способы выражения будущего действия в современном шведском языке».
В начале 1990-х годов обратилась к прозе. Её первые рассказы написаны и опубликованы на шведском. С середины 1990-х писала по-русски и выпустила три книги прозы: «Сёстры», «Двое» (совместно с сестрой — Татьяной Толстой, в книге представлены тексты обеих писательниц), и «Одна».
Наталия Толстая — лауреат Довлатовской премии, вручаемой журналом «Звезда». В 2004 году она была удостоена шведского Королевского Ордена Полярной звезды рыцарской степени за вклад в развитие контактов между Швецией и Россией.
Скончалась 15 июня 2010 года.

### Семья
- Прадед по материнской линии — Борис Михайлович Шапиров, военный врач, деятель Красного креста, лейб-медик Николая II, действительный тайный советник.
- Дед по материнской линии — Михаил Леонидович Лозинский, литературный переводчик, поэт.
- Дед по отцовской линии — писатель Алексей Николаевич Толстой.
- Бабушка по отцовской линии — Наталья Васильевна Крандиевская-Толстая, поэтесса.
- Отец — Никита Алексеевич Толстой, физик, общественный и политический деятель.
- Мать — Наталья Михайловна Лозинская (Толстая).
- Сестра — Татьяна Никитична Толстая, писательница, публицист и телеведущая.
- Брат — Иван Никитич Толстой, филолог, историк эмиграции, специализируется на периоде холодной войны. Обозреватель Радио Свобода.
- Брат — Михаил Никитич Толстой, физик, политический и общественный деятель.
- Дяди — физикохимик Фёдор Фёдорович Волькенштейн и композитор Дмитрий Алексеевич Толстой.
- Племянник — Артемий Лебедев.
- Муж — Игнатий Михайлович Ивановский.
- Сын — Николай Ивановский.